# Company of Heroes: Opposing Fronts
Company of Heroes: Opposing Fronts (afgekort als CoH:OF) is een real-time strategy computerspel met als thema de Tweede Wereldoorlog. Het is een uitbreiding van Company of Heroes uit 2006, maar is te spelen zonder het origineel. Het spel kwam uit op 24 september 2007 in Noord-Amerika en op 28 september 2007 in de rest van de wereld. Het spel is ontwikkeld door Relic Entertainment en uitgegeven door THQ.

## Gameplay
Opposing Fronts is qua gameplay vergelijkbaar met het originele Company of Heroes. Spelers moeten een basis bouwen, eenheden produceren, en strategische punten veroveren op een kaart. Door het veroveren van punten verhoogt de speler zijn grondstof-inkomsten, waarmee extra eenheden en upgrades gekocht kunnen worden.
In Opposing Fronts worden twee nieuwe facties geïntroduceerd: het Britse Leger, met een focus op duurzame, sterke infanterie en fortificaties, en de Panzer Elite, met een verscheidenheid aan voertuigen.